# Bruchweiler
Bruchweiler là một xã ở Herrstein (Verbandsgemeinde), a municipl association, of the huyện Birkenfeld, bang Rheinland-Pfalz, nước Đức. Xã Bruchweiler có diện tích 8,13 km². 